# Лазаревский, Николай Иванович

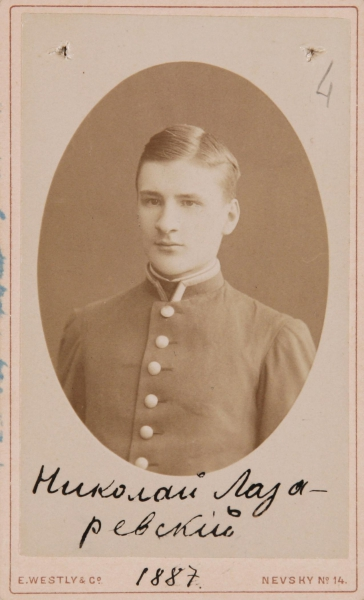
Николай Лазаревский — студент 1 курса Санкт-Петербургского университета. 1887 г.

Никола́й Ива́нович Лазаре́вский (1868, Варшава — 1921, Ржевский полигон, Петроградская губерния) — русский правовед, юрист.

## Биография
Родился в Варшаве 24 ноября (6 декабря) 1868 года в семье Ивана Матвеевича Лазаревского.
Окончил Первую Санкт-Петербургскую гимназию (1887) и Санкт-Петербургский университет со степенью кандидата прав (1892). Был оставлен при университете для приготовления к профессорскому званию по кафедре государственного права.
С 1898 года Приват-доцент по кафедре государственного и полицейского права Санкт-Петербургского университета. Ответственный редактор журнала «Право».
Приват-доцент кафедры государственного и полицейского права, профессор Высших женских курсов.
В 1905 году вышла в свет его монография «Ответственность за убытки, причиненные должностными лицами». Краеугольным положением этой работы является признание органов самоуправляющейся единицы органами государственной власти, пользующимися всеми её правами и несущими такие же обязанности. Ответственность же крестьянских общин за убытки помещиков при аграрных реформах Лазаревский допускает юридически только при тех случаях, когда полиция и иные военные формирования на местах подчинялись власти местных общин.
С 1914 года профессор Высших женских курсов в Петрограде и юрисконсульт Министерства финансов. 22 марта 1915 года произведен в действительные статские советники.
После Февральской революции принимал активное участие в работе Юридического совещания, образованного Временным правительством для подготовки проектов наиболее важных законодательных актов, в том числе проект Конституции Российской республики, к предстоящему Всероссийскому Учредительному собранию. 8 мая 1917 года указом Временного правительства назначен к присутствованию в Правительствующем Сенате. Член VIII отделе Предсоборного совета. На Поместный Собор Православной российской церкви не прибыл и в его работе не участвовал.

В 1921 году арестован по так называемому «Таганцевскому делу». С. П. Мельгунов публикует мотивы, по которым был расстрелян юрист. Согласно официальной публикации от 1 сентября 1921 года:
«По убеждениям сторонник демократического строя», «к моменту свержения советской власти подготовлял проекты по целому ряду вопросов, как то: а) формы местного самоуправления в России, б) о судьбе разного рода бумажных денег (русских), в) о форме восстановления кредита в России»
24 августа 1921 года президиумом Петроградской губернской ЧК осужден к расстрелу. Расстрелян 26 августа 1921 года. Посмертно реабилитирован в мае 1992 года ГВП РФ.